# Бела хорда
Бела хорда (монг. Цагаан орд) је била канат Монголског царства. Настала је 1226. године током подјела царства пред Џингис-канову смрт. Бела хорда се придружила Плавој хорди 1379. године када је настала Златна хорда.
Претпоставља се да име долази од степског именовања основних праваца света: црно — север, плаво — исток, црвено — југ, бело — запад и жуто или златно за средину.

## Успостављање
Џингис-кан је пре своје смрти подели царство својим синовима Џошију, Чагатају, Огатају и Толују. Његов настарији син Џоши је добио западне делове царства, који су захватали данашњу Русију, Украјину, Белоорусију, делове Словачке и Пољске. Џоши-кан је убрзо умро и његову земљу су поделили његови синови Бату-кан, који је добио добио Плаву хорду (исток), и Орда-кан, који је добио Белу хорду (запад).
Бела хорда је напочетку захватала средњу Азију и југозападни Сибир. Њен први владар, Орда-кан, је имао престолницу на Балхашком језеру, средином 13. века ју је преселио у данашњи Казахстан, у место Сигнак код реке Сир Дарја.

## Спајање са Плавом хордом
Током великих немира у Плавој хорди, који су почели 1357. и трајли све до 1380, Чимтај-кан је послао своју браћу да преузму власт. Њихов покушај је пропао, а браћа су убијена.
Осми кан Беле хорде Урус-кан био и спорни кан Плаве хорде. Урусов нећак Токтамиш је свргнуо Урусовог сина Тимур-Малика и преузео власт. Токтамиш је у исто време преузео власт и у Плавој хорди, коју је спојио са Белом хордам притом створивши Златну хорду.